# Lea-Sophie Scholz
Lea-Sophie Scholz (Berlijn, 16 mei 1999) is een Duits langebaanschaatsster.
In 2017 en 2018 nam Scholz deel aan de WK Junioren waar ze in haar laatste jaar de zesde plek behaalde in het allrounden. In 2020 kwam Scholz op de Europese Kampioenschappen afstanden uit de op 500 en 1000 meter, en bij de junioren op de wereldbeker.

## Persoonlijke records[1]
| Afstand    | Tijd    | Datum           | Baan           |
| ---------- | ------- | --------------- | -------------- |
| 500 meter  | 39,15   | 25 oktober 2024 | Inzell         |
| 1000 meter | 1.15,19 | 24 januari 2025 | Calgary        |
| 1500 meter | 1.55,39 | 25 januari 2025 | Calgary        |
| 3000 meter | 4.16,60 | 10 maart 2018   | Salt Lake City |

(laatst bijgewerkt: 25 januari 2025)

## Resultaten
| Jaar | EK Sprint               | EK Afstanden                               | WK Sprint              | WK Afstanden                                       | WK Junioren              |
| ---- | ----------------------- | ------------------------------------------ | ---------------------- | -------------------------------------------------- | ------------------------ |
| 2017 |                         |                                            |                        |                                                    | 17e (25e, 24e, 28e, 11e) |
| 2018 |                         |                                            |                        |                                                    | 6e (12e, 9e, 5e, 11e)    |
|      |                         |                                            |                        |                                                    |                          |
| 2020 |                         | 17e 500m 15e 1000m                         |                        |                                                    |                          |
|      |                         |                                            |                        |                                                    |                          |
| 2022 |                         | 17e 500m 10e 1000m 16e 1500m 4e teamsprint |                        |                                                    |                          |
| 2023 | 10e (14e, 10e, 13e, 9e) |                                            |                        | 21e 1000m 23e 1500m 7e achtervolging 7e teamsprint |                          |
| 2024 |                         |                                            | NS3 (24e, 27e, DNS, -) | 6e achtervolging 6e teamsprint                     |                          |
| 2025 | DQ (13e, 8e, DQ, -)     |                                            |                        | 22e 1000m 4e achtervolging DNF teamsprint          |                          |

(#, #, #, #) = afstandspositie op juniorentoernooi (500m, 1500m, 1000m, 3000m) of op sprinttoernooi (500m, 1000m, 500m, 1000m).